# J3 League 2020
Die J3 League 2020 war die siebte Spielzeit der dritthöchsten Fußball-Spielklasse der japanischen J.League. An ihr nahmen 18 Vereine teil.

## Mannschaften
| Team                 | Stadt                | Heimstadion                             |
| -------------------- | -------------------- | --------------------------------------- |
| Vanraure Hachinohe   | Hachinohe, Aomori    | Prifoods Stadium                        |
| Iwate Grulla Morioka | Morioka, Iwate       | Iwate Bank Stadium                      |
| Blaublitz Akita      | Akita, Akita         | Soyu Stadium                            |
| Fukushima United FC  | Fukushima, Fukushima | Toho Stadium                            |
| YSCC Yokohama        | Yokohama, Kanagawa   | NHK Spring Mitsuzawa Football Stadium   |
| SC Sagamihara        | Sagamihara, Kanagawa | Gion Stadium                            |
| AC Nagano Parceiro   | Nagano, Nagano       | Nagano U Stadium                        |
| Kataller Toyama      | Toyama, Toyama       | Toyama Athletic Recreation Park Stadium |
| Fujieda MYFC         | Fujieda, Shizuoka    | Fujieda Soccer Stadium                  |
| Azul Claro Numazu    | Numazu, Shizuoka     | Ashitaka Athletic Stadium               |
| FC Gifu              | Gifu, Gifu           | Nagaragawa Stadium                      |
| Gainare Tottori      | Tottori, Tottori     | Axis Bird Stadium                       |
| Kamatamare Sanuki    | Takamatsu, Kagawa    | Pikara Stadium                          |
| FC Imabari           | Imabari, Ehime       | Arigato Service Dream Stadium           |
| Roasso Kumamoto      | Kumamoto, Kumamoto   | Egao Kenkō Stadium                      |
| Kagoshima United FC  | Kagoshima, Kagoshima | Shiranami Stadium                       |
| Gamba Ōsaka U-23     | Suita, Osaka         | Suita City Football Stadium             |
| Cerezo Ōsaka U-23    | Osaka, Osaka         | Nagai Stadium                           |

## Trainer
| Verein               | Cheftrainer                         |
| -------------------- | ----------------------------------- |
| Vanraure Hachinohe   | Masafumi Nakaguchi                  |
| Iwate Grulla Morioka | Yutaka Akita                        |
| Blaublitz Akita      | Ken Yoshida                         |
| Fukushima United FC  | Takeo Matsuda                       |
| YSCC Yokohama        | Yūki Stalph                         |
| SC Sagamihara        | Fumitake Miura                      |
| AC Nagano Parceiro   | Yūji Yokoyama                       |
| Kataller Toyama      | Ryō Adachi                          |
| Fujieda MYFC         | Nobuhiro Ishizaki                   |
| Azul Claro Numazu    | Masataka Imai                       |
| FC Gifu              | Zdravko Zemunović → Kenji Nakada    |
| Gainare Tottori      | Riki Takagi                         |
| Kamatamare Sanuki    | Kazuhito Mochizuki                  |
| FC Imabari           | Lluís Planagumà                     |
| Roasso Kumamoto      | Takeshi Ōki                         |
| Kagoshima United FC  | Kim Jong-song                       |
| Gamba Ōsaka U-23     | Hitoshi Morishita                   |
| Cerezo Ōsaka U-23    | Kazuhiro Murata → Yoshiaki Maruyama |

## Spieler
| Verein               | Spieler |
| -------------------- | --- |
| Vanraure Hachinohe   | Goh Dong-min (19/0), Kiyoshi Nakatani (7/0), Wataru Ise (6/0), Shū Maeda (28/0), Ryōichi Kawazu (15/1), Taichi Nakamura (26/3), Keita Takami (34/2), Yōsuke Kamigata (34/10), Shōchi Niiyama (31/2), Masashi Kokubun (31/1), Satoru Maruoka (29/1), Yūta Murase (7/0), Tsubasa Andō (31/8), Kōya Tanio (13/2), Sōma Ishigamori (2/0), Takafumi Sudō (9/1), Ryō Hozumi (20/0), Yūki Kaneko (4/0), Kōsei Nukina (5/0), Takaya Kuroishi (31/3), Chikara Hanada (11/0), Ippei Kokuryō (25/0), Kazuki Satō (31/3), Teppei Chikaishi (12/0), Shūhei Fukai (21/1), Kim Hong-yeon (4/0), Taisuke Akiyoshi (33/4) |
| Iwate Grulla Morioka | Kōhei Doi (19/0), Shōgo Shimohata (7/1), Kōdai Fujii (29/0), Yūsuke Muta (27/5), Keita Ishii (19/0), Morelatto (30/5), Kōsei Wakimoto (28/1), Kazuhito Kishida (21/3), Brenner (28/4), Yūta Sasaki (4/0), Shōta Yomesaka (29/3), Genki Hirakawa (10/0), Taisuke Nakamura (25/0), Tsuyoshi Miyaichi (24/0), Naoya Yoshida (11/0), Masashi Ōtani (9/0), Shōgo Sasaki (8/0), Kōji Hashimoto (14/1), Kazuki Arinaga (30/3), Tomoyuki Suzuki (15/0), Yūki Ōgaki (21/1), Yūki Shikama (16/1), Shun Morishita (8/0), Hiroki Kotani (34/5), Kyōsuke Gotō (24/0), Masaomi Nakano (21/1) |
| Blaublitz Akita      | Yasuhiro Watanabe (2/0), Kenshirō Tanioku (3/0), Jun’ya Suzuki (33/2), Kaito Chida (29/3), Yūji Wakasa (25/0), Kyōhei Maeyama (10/0), Taira Shige (28/4), Ryōta Nakamura (25/10), Yūta Shimozawa (24/0), Ken Hisatomi (31/2), Yōhei Hayashi (29/3), Yōsuke Mikami (6/0), Nao Eguchi (33/6), Naoki Inoue (31/4), Han Ho-gang (29/6), Kenji Kitawaki (4/0), Takuma Aoshima (16/0), Yūdai Tanaka (32/0), Masaki Okino (32/5), Naoyuki Yamada (31/0), Naoki Tanaka (20/3), Keita Saitō (24/3), Shōma Kamata (23/2), Kōya Handa (1/0), Ken’ichi Kaga (11/0) |
| Fukushima United FC  | Akira Fantini (19/0), Akihiro Sakata (4/0), Hirokazu Usami (15/0), Ryōta Okada (21/2), Ryōsuke Tamura (34/9), Masaki Ikeda (32/3), Ismaila (33/13), Takuto Hashimoto (21/0), Hiroto Yukie (33/1), Asahi Ishiwata (2/0), Hiroaki Aoyama (8/0), Kim Min-jun (3/0), Hiroto Morooka (29/0), Riku Hashimoto (25/3), Makoto Kawanishi (21/0), Tokaç (32/7), Tomoyasu Yoshida (34/1), Hayato Fukushima (22/2), Hiromu Kamada (25/1), Ryōsuke Maeda (20/0), Hiroshi Yoshinaga (31/0), Hiroki Higuchi (24/2), Kenta Watanabe (12/0) |
| YSCC Yokohama        | Issei Ōuchi (29/0), Minoru Hanafusa (15/1), Kei Munechika (21/0), Kento Dodate (33/0), Hayato Ikegaya (18/1), Yūta Satō (31/3), Kōichi Miyao (34/5), Akio Yoshida (22/0), Kazuya Ōizumi (31/2), Yūtarō Yanagi (26/2), Takuya Miyamoto (34/14), Takumi Nagasawa (5/0), Taisei Kaneko (4/0), Jorn Pedersen (27/3), Ryōsuke Sagawa (6/0), Yūtarō Yoshino (7/0), Shōma Otoizumi (32/2), Kanta Wada (7/0), Diego Taba (16/0), Ryōtarō Yamamoto (8/0), Toshiya Omi (4/0), Yūma Funabashi (30/0), Shunta Nishiyama (27/1), Tomoya Uemura (15/0), Ren Furuyama (14/0), Onye Ogochukwu (23/2), Nobuhide Akiba (10/0), Takamasa Abiko (5/0) |
| SC Sagamihara        | Victor (34/0), Ryōsuke Tada (33/1), Seitarō Tomisawa (18/1), Jungo Fujimoto (15/0), Daiki Umei (23/0), Jun’ichi Inamoto (1/0), Kanta Kajiyama (5/0), Milton (13/1), Yuri (22/5), Romulo (30/13), Ryūji Saitō (34/7), Yū Tamura (7/0), Kōhei Mishima (21/1), Kōta Hoshi (34/2), Tatsuya Shirai (24/1), Shōhei Kiyohara (34/1), Ryō Kubota (15/0), Eitarō Matsuda (7/1), Shūto Kammera (5/0), Masashi Wada (33/4), Naoki Kanuma (34/3), Ayumu Tachibana (6/0), Takahide Umebachi (32/2) |
| AC Nagano Parceiro   | Akihito Ozawa (21/0), Keita Yoshioka (16/0), Gen’ichi Endō (26/0), Niki Urakami (34/0), Kenta Hirose (23/2), Shunsuke Iwanuma (17/0), Naoya Senoo (4/0), Tomofumi Fujiyama (33/0), Kanta Makino (12/1), Hiroshi Azuma (29/5), Yū Kimura (10/1), Tsubasa Sano (32/7), Naoki Sanda (32/10), Kazuaki Sasō (27/5), Nobuyuki Abe (5/0), Takuma Mizutani (32/1), Kyōhei Uchida (3/0), Yoshiki Oka (21/1), Yuzuru Yoshimura (25/2), Kotarō Tachikawa (8/0), Ibuki Yoshida (27/6), Yūto Ōshiro (20/0), Hiroyuki Tsubokawa (30/1), Ryōji Fujimori (9/1), Kaito Ōmomo (4/0), Kento Kawata (20/0), Shūto Kammera (8/1) |
| Kataller Toyama      | Hiroki Oka (23/0), Yūki Matsubara (12/0), Yasumasa Kawasaki (10/0), Issei Tone (19/1), Jun’ya Imase (20/1), Teppei Usui (23/0), Yōji Sasaki (12/1), Hayate Take (30/10), Shō Hanai (32/6), Hayato Ōtani (19/2), Ikki Sasaki (8/1), Yōhei Ōno (21/3), Lucas Daubermann (8/0), Hiroya Sueki (29/1), Shūto Inaba (27/0), Akira Matsuzawa (10/1), Daiki Yagishita (22/2), Ten Miyagi (20/3), Kanta Tanaka (3/0), Nobuyuki Shiina (25/4), Makoto Rindō (31/0), Yūta Taki (13/0), Yūma Matsumoto (7/0), Junki Mawatari (13/0), Yūsuke Tanaka (16/3), Kazuki Saitō (8/0), Hiroki Todaka (25/2), Nobuki Iketaka (21/0), Shū Hiramatsu (29/9) |
| Fujieda MYFC         | Takuya Sugimoto (34/0), Nobuyuki Kawashima (29/2), Takashi Akiyama (34/2), Daiki Asada (13/0), Michitaka Akimoto (21/1), Taisuke Mizuno (23/1), Ryōta Iwabuchi (5/0), Tsugutoshi Ōishi (33/14), Masahiko Sugita (9/0), Naoto Andō (23/0), Tatsuya Yazawa (32/3), Yūya Himeno (34/3), Takuma Edamura (21/0), Daisuke Inazumi (14/1), Yasuhito Morishima (26/5), Ryōsuke Hisadomi (34/2), Sō Kataoka (15/0), Masahiro Nasukawa (24/0), Tsubasa Yoshihira (30/11), Kenta Hoshihara (4/0), Ryōsuke Matsuoka (24/0), Takumi Kiyomoto (14/3) |
| Azul Claro Numazu    | Park Seung-ri (2/0), Tomoki Fujisaki (30/4), Tatsuya Anzai (21/0), Akira Ōsako (13/0), Shūsuke Sakamoto (5/0), Kenshirō Suzuki (25/3), Tomoki Taniguchi (8/0), Makoto Fukōin (32/0), Naoki Tanaka (1/0), Kazuki Someya (27/4), Kōki Maezawa (27/2), Yūya Nagasawa (32/0), Yūki Nakayama (25/0), Takuya Sugai (32/1), Kōta Suzuki (2/1), Eiichirō Ozaki (29/2), Naoki Satō (31/2), Yuma Mori (9/0), Masayuki Tokutake (18/0), Kōsuke Gotō (14/1), Yūki Fukai (8/0), Yūsuke Imamura (27/4), Hayato Teruyama (8/0), Hiroki Akiyama (8/3), Kōtarō Tokunaga (4/0), Ryō Watanabe (34/7), Ibrahim Junior Kuribara (7/0), Takumi Hama (8/0) |
| FC Gifu              | Wataru Hashimoto (30/3), Tadashi Takeda (23/0), Kentarō Kai (33/2), Paulao (1/0), Shōhei Mishima (19/0), Tōma Murata (8/0), Kensei Nakashima (32/5), Hiroyuki Takasaki (32/8), Shōta Kawanishi (34/10), Ryōichi Maeda (25/1), Yūki Aizu (2/0), Bright Machida (19/3), Yūta Togashi (30/5), Takumi Fujitani (25/0), Daichi Ishikawa (13/1), Hayate Nagakura (3/0), Kō Yanagisawa (33/0), Ryōtarō Ōnishi (27/1), Shōhei Aihara (32/5), Takuya Hashiguchi (12/1), Ham Yeong-jun (2/0), Osamu Henry Iyoha (24/1), Yūshi Nagashima (19/2), Park Seong-su (13/0), Takuya Matsumoto (21/0), Fumitaka Kitatani (8/0), Leleu (11/1) |
| Gainare Tottori      | Masanobu Komaki (34/0), Takuya Fujiwara (17/0), Rikito Inoue (34/3), Hiroto Sese (8/0), Masataka Kani (31/3), Naoto Misawa (34/7), Joanderson (11/1), Fernandinho (17/4), Yū Ōkubo (26/6), Ken Tajiri (34/0), Ren Yamamoto (4/0), Yō Uematsu (24/1), Kōki Ishii (32/2), Yūya Taguchi (30/8), Yūsuke Nishiyama (6/0), Tomomitsu Kobayashi (2/0), Kazuya Andō (32/2), Taiki Arai (30/0), Ramon (5/0), Hikaru Arai (32/2), Kei Sakamoto (3/0), Daisuke Sakai (27/6), Kei Ōshiro (3/0), Kōya Tanio (10/0), Naoya Uozato (34/2) |
| Kamatamare Sanuki    | Kenta Shimizu (25/0), Takaharu Nishino (24/2), Naoya Matsumoto (18/0), Atsuki Satsukawa (16/0), Takumi Komatsu (7/0), Hayato Hasegawa (19/0), Ryōta Nagata (1/0), Yūga Watanabe (11/0), Mark Ajay Kurita (26/5), Kazumasa Takagi (24/2), Yūki Morikawa (33/3), Kentarō Shigematsu (30/7), Wataru Sasaki (3/1), Kazuki Iwamoto (33/0), Kazuki Hattori (9/0), Yūki Ikeya (26/1), Ryō Nakamura (14/0), Ikki Kawasaki (24/2), Taiyō Shimokawa (21/0), Ryōto Kamiya (20/2), Danto Sugiyama (9/0), Kenta Yanagida (18/0), Noah Kenshin Browne (22/2), Tomoya Hayashi (15/2), Kim Ho-yeong (25/2), Jeon San-hae (3/0), Akira Takeuchi (34/1)                                                                                                   |
| FC Imabari           | Tomohito Shūgyō (29/0), Jung Han-cheol (31/2), Yūichi Komano (24/1), Takuya Sonoda (28/2), Kei Nakano (10/0), Takafumi Yamada (30/1), Shungo Tamashiro (29/5), Kōdai Nagashima (3/0), Jun Arima (13/1), Masamichi Hayashi (31/8), Ryūji Sawakami (23/1), Ryōta Kuwajima (32/5), Shō Fukuda (18/0), Takumi Katai (18/1), Seita Murai (3/0), Ryōsuke Ochi (10/0), Kazuki Okayama (28/2), Takurō Uehara (33/2), Takatora Kondō (4/0), Keishi Kusumi (31/0), Ryōtarō Hiramatsu (7/0), Hideo Hashimoto (26/0), Ryōya Iizumi (20/0), Shinji Okada (6/0), Leo Mineiro (12/3), Wataru Harada (28/3) |
| Roasso Kumamoto      | Kōhei Kuroki (26/0), Keisuke Ogasawara (31/0), Shūichi Sakai (17/1), Masahiro Sugata (22/0), Sō Kawahara (34/3), Hikaru Nakahara (34/6), Shūhei Kamimura (33/3), Kaito Taniguchi (34/18), Shun Itō (23/2), Hayato Asakawa (28/11), Tomoya Kitamura (4/0), Yūhi Takemoto (3/0), Kōdai Sakamoto (9/0), Shōta Tamura (5/1), Hiroto Ishikawa (34/1), Toshiki Takahashi (32/9), Shōta Aizawa (15/0), Mikiya Etō (14/0), Yūki Kotani (6/0), Kakeru Higuchi (15/0), Tomotaka Okamoto (33/1), Kei Uchiyama (34/0), Shōto Suzuki (3/0), Sōta Higashide (3/0) |
| Kagoshima United FC  | Foguete (9/0), Shōsei Okamoto (24/0), Kōtarō Fujiwara (18/0), Ryō Hiraide (5/1), Keisuke Tanabe (26/1), Kento Nakamura (1/0), Taku Ushinohama (30/8), Takuma Sonoda (24/6), Junki Goryō (14/1), Shōgo Ōnishi (30/0), Hiroya Nodake (4/0), Noritaka Fujisawa (11/0), Yūichirō Edamoto (24/2), Yūsei Kayanuma (23/5), Jun’ya Nodake (9/0), Joao Gabriel (4/0), Noriyuki Sakemoto (34/7), Kōhei Hattanda (11/0), Naoaki Aoyama (18/0), Katsunari Mizumoto (17/2), Kazuya Sunamori (32/2), Sōichi Tanaka (26/1), Haruki Izawa (4/0), Yūma Kawamori (1/1), Minoru Hata (4/0), Rei Yonezawa (27/9), Shūto Nakahara (25/1), Nildo (20/0), Kaito Miyake (14/2), Kenji Baba (30/6)                                                               |
| Gamba Osaka U-23     | Genta Miura (1/0), Shun'ya Suganuma (1/0), Yūya Fukuda (1/0), Jun Ichimori (10/0), Ryō Shinzato (3/0), Daisuke Takagi (24/2), Mizuki Ichimaru (10/1), Keisuke Kurokawa (19/1), Kei Ishikawa (5/0), Kōhei Okuno (22/3), Tabinas Jefferson (30/0), Yūki Yamamoto (2/0), Dai Tsukamoto (24/3), Haruki Saruta (2/0), Ren Shibamoto (23/0), Shūhei Kawasaki (18/8), Tatsuya Yamaguchi (32/3), Riku Matsuda (22/0), Haruto Shirai (16/3), Shōji Tōyama (23/10), Shin Won-ho (6/0), Lee Yun-oh (9/0), Hayate Tōma (22/0), Naoki Yoshikawa (5/0), Kanta Nagakawa (4/0), Motonobu Ogino (15/1), Yū Fukumoto (3/0), Kō Ise (27/1), Keishi Murakami (23/0), Ryūsei Sugano (23/1), Takuto Hirakawa (3/0), Jirō Nakamura (15/2), Isa Sakamoto (11/3) |
| Cerezo Osaka U-23    | Takumi Nagaishi (5/0), Ryūji Sawakami (9/2), Pierce Waring (18/0), Daichi Akiyama (7/0), Ahn Joon-soo (12/0), Takuya Shimamura (30/2), Hinata Kida (27/0), Hirofumi Yamauchi (12/1), Tawan (12/0), Yūji Yoshida (19/1), Ryūdai Maeda (31/3), Masataka Nishimoto (23/1), Nagi Matsumoto (30/3), Shōta Fujio (26/8), Ryūya Nishio (25/1), Takaya Yoshinare (26/1), Shū Mogi (11/0), Tatsuya Tabira (22/1), Kaili Shimbo (23/1), Gō Kambayashi (7/0), Kōta Ōhashi (22/1), Kōsei Okazawa (30/0), Kuraba Kondō (7/1), Subaru Nishimura (18/0), Shiho Ogawa (5/1), Kōhei Nakano (1/0), Raiju Ōbuchi (1/0), Sōta Kitano (8/0), Haruki Shimokawa (1/0)                                                                                          |

## Statistiken

### Tabelle
| Pl.               | Verein                  | Sp. | S  | U  | N  | Tore    | Diff. | Punkte |
| ----------------- | ----------------------- | --- | -- | -- | -- | ------- | ----- | ------ |
| 1.                | Blaublitz Akita         | 34  | 21 | 10 | 3  | 055:180 | +37   | 73     |
| 2.                | SC Sagamihara           | 34  | 16 | 13 | 5  | 043:350 | +8    | 61     |
| 3.                | AC Nagano Parceiro      | 34  | 17 | 8  | 9  | 045:260 | +19   | 59     |
| 4.                | Kagoshima United FC (A) | 34  | 18 | 4  | 12 | 055:430 | +12   | 58     |
| 5.                | Gainare Tottori         | 34  | 17 | 6  | 11 | 047:370 | +10   | 57     |
| 6.                | FC Gifu (A)             | 34  | 16 | 8  | 10 | 050:390 | +11   | 56     |
| 7.                | FC Imabari (N)          | 34  | 15 | 10 | 9  | 039:270 | +12   | 55     |
| 8.                | Roasso Kumamoto         | 34  | 16 | 6  | 12 | 056:470 | +9    | 54     |
| 9.                | Kataller Toyama         | 34  | 15 | 5  | 14 | 052:430 | +9    | 50     |
| 10.               | Fujieda MYFC            | 34  | 14 | 7  | 13 | 048:440 | +4    | 49     |
| 11.               | Iwate Grulla Morioka    | 34  | 11 | 9  | 14 | 036:470 | −11   | 42     |
| 12.               | Azul Claro Numazu       | 34  | 12 | 5  | 17 | 036:400 | −4    | 41     |
| 13.               | Fukushima United FC     | 34  | 11 | 6  | 17 | 046:550 | −9    | 39     |
| 14.               | Gamba Ōsaka U-23        | 34  | 9  | 8  | 17 | 043:550 | −12   | 35     |
| 15.               | Vanraure Hachinohe      | 34  | 8  | 9  | 17 | 042:560 | −14   | 33     |
| 16.               | Kamatamare Sanuki       | 34  | 7  | 10 | 17 | 033:520 | −19   | 31     |
| 17.               | YSCC Yokohama           | 34  | 5  | 12 | 17 | 037:660 | −29   | 27     |
| 18.               | Cerezo Ōsaka U-23       | 34  | 5  | 10 | 19 | 028:610 | −33   | 25     |
| Stand: Saisonende |                         |     |    |    |    |         |       |        |

| Zum Saisonende 2020:                                           |                                                                |
| Aufstieg in die J2 League 2021: Blaublitz Akita, SC Sagamihara |                                                                |
|                                                                |                                                                |
| Zum Saisonende 2019:                                           |                                                                |
| (A)                                                            | Absteiger aus der J2 League 2019: Kagoshima United FC, FC Gifu |
| (N)                                                            | Aufsteiger aus der Japan Football League 2019: FC Imabari      |

### Kreuztabelle
Die Kreuztabelle stellt die Ergebnisse aller Spiele der Saison dar. Die Heimmannschaft ist in der linken Spalte, die Gastmannschaft in der oberen Zeile aufgelistet.
|                      | VH                |     | BA  | FU  | YY  | SS  | NP  | KT  | FM  | AC  |     | GT  | KS  | FI  | RK  | KU  | Gamba Osaka |     |
| -------------------- | ----------------- | --- | --- | --- | --- | --- | --- | --- | --- | --- | --- | --- | --- | --- | --- | --- | ----------- | --- |
| Vanraure Hachinohe   |                   | 2:0 | 0:2 | 2:3 | 1:1 | 1:1 | 2:2 | 1:2 | 2:3 | 0:1 | 0:3 | 1:0 | 2:4 | 0:1 | 2:2 | 1:0 | 1:1         | 2:0 |
| Iwate Grulla Morioka | 1:1               |     | 0:4 | 2:1 | 1:3 | 1:1 | 1:4 | 1:4 | 1:3 | 1:0 | 0:4 | 2:0 | 1:1 | 0:1 | 2:2 | 0:1 | 1:0         | 3:1 |
| Blaublitz Akita      | 2:1               | 2:1 |     | 2:0 | 0:0 | 3:1 | 1:0 | 0:1 | 0:0 | 3:1 | 1:0 | 4:0 | 5:0 | 1:3 | 2:1 | 0:0 | 1:1         | 0:0 |
| Fukushima United FC  | 2:0               | 1:1 | 0:2 |     | 2:2 | 0:0 | 1:0 | 2:2 | 1:1 | 1:0 | 0:2 | 1:2 | 4:1 | 0:2 | 2:3 | 1:4 | 2:4         | 3:0 |
| YSCC Yokohama        | 1:2               | 2:2 | 0:1 | 2:1 |     | 0:3 | 1:3 | 3:4 | 1:0 | 2:1 | 1:1 | 1:1 | 0:1 | 0:0 | 0:0 | 0:1 | 5:5         | 1:6 |
| SC Sagamihara        | 2:1               | 0:1 | 1:1 | 3:2 | 0:0 |     | 0:0 | 3:2 | 2:2 | 1:0 | 3:1 | 3:2 | 2:2 | 1:1 | 1:0 | 2:1 | 1:0         | 0:0 |
| AC Nagano Parceiro   | 3:1               | 0:2 | 0:0 | 2:1 | 4:1 | 0:1 |     | 0:1 | 2:3 | 3:1 | 0:0 | 0:1 | 1:0 | 1:0 | 1:0 | 0:1 | 1:0         | 2:0 |
| Kataller Toyama      | 1:1               | 0:1 | 0:1 | 2:3 | 3:0 | 3:0 | 1:1 |     | 3:0 | 0:1 | 1:2 | 0:3 | 2:0 | 1:3 | 2:3 | 2:0 | 1:0         | 2:1 |
| Fujieda MYFC         | 3:0               | 0:0 | 0:2 | 1:0 | 5:2 | 2:3 | 0:0 | 1:2 |     | 1:0 | 3:1 | 1:2 | 2:1 | 0:0 | 1:2 | 1:0 | 1:0         | 3:2 |
| Azul Claro Numazu    | 1:0               | 1:2 | 0:0 | 0:2 | 2:1 | 0:0 | 1:0 | 3:2 | 2:1 |     | 1:1 | 1:1 | 3:1 | 0:1 | 0:3 | 3:1 | 1:2         | 5:0 |
| FC Gifu              | 1:0               | 1:1 | 0:5 | 1:2 | 3:2 | 1:1 | 0:2 | 0:0 | 2:1 | 3:1 |     | 0:2 | 1:1 | 0:0 | 1:0 | 0:1 | 3:0         | 3:0 |
| Gainare Tottori      | 1:2               | 1:0 | 0:0 | 2:0 | 4:1 | 0:1 | 1:1 | 2:0 | 3:1 | 1:0 | 2:3 |     | 1:0 | 2:1 | 2:1 | 1:3 | 1:1         | 0:1 |
| Kamatamare Sanuki    | 4:2               | 0:0 | 0:0 | 3:2 | 1:1 | 1:1 | 1:2 | 0:1 | 1:0 | 0:1 | 0:1 | 2:1 |     | 0:3 | 1:2 | 1:2 | 2:3         | 0:0 |
| FC Imabari           | 1:1               | 2:0 | 0:1 | 1:2 | 3:1 | 1:2 | 1:1 | 0:3 | 1:1 | 0:0 | 2:3 | 2:1 | 0:2 |     | 0:1 | 1:1 | 2:0         | 1:0 |
| Roasso Kumamoto      | 2:2               | 3:1 | 2:4 | 2:0 | 2:0 | 2:0 | 1:2 | 1:0 | 2:3 | 1:0 | 2:3 | 1:1 | 3:0 | 1:2 |     | 3:2 | 1:0         | 5:3 |
| Kagoshima United FC  | 2:1               | 1:0 | 3:0 | 3:2 | 1:2 | 0:1 | 0:3 | 1:1 | 2:1 | 3:2 | 0:4 | 1:2 | 1:0 | 0:1 | 4:1 |     | 6:4         | 0:0 |
| Gamba Ōsaka U-23     | 2:3               | 0:1 | 0:2 | 0:0 | 2:0 | 3:0 | 0:1 | 3:2 | 1:3 | 2:1 | 2:1 | 1:3 | 1:1 | 0:2 | 2:0 | 2:4 |             | 0:0 |
| Cerezo Ōsaka U-23    | 1:4               | 0:5 | 2:3 | 1:2 | 0:0 | 1:2 | 1:3 | 2:1 | 1:0 | 0:2 | 2:0 | 0:1 | 1:1 | 0:0 | 1:1 | 0:5 | 1:1         |     |
|                      | Stand: Saisonende |     |     |     |     |     |     |     |     |     |     |     |     |     |     |     |             |     |

### Torschützen
| Platz             | Name              | Mannschaft          | Tore |
| ----------------- | ----------------- | ------------------- | ---- |
| 1.                | Kaito Taniguchi   | Roasso Kumamoto     | 18   |
| 2.                | Tsugutoshi Ōishi  | Fujieda MYFC        | 14   |
| 2.                | Takuya Miyamoto   | YSCC Yokohama       | 14   |
| 4.                | Origbaajo Ismaila | Fukushima United FC | 13   |
| 4.                | Rômulo            | SC Sagamihara       | 13   |
| 6.                | Tsubasa Yoshihira | Fujieda MYFC        | 11   |
| 6.                | Hayato Asakawa    | Roasso Kumamoto     | 11   |
| 8.                | Ryōta Nakamura    | Blaublitz Akita     | 10   |
| 8.                | Shōji Tōyama      | Gamba Osaka U23     | 10   |
| 8.                | Shōta Kawanishi   | FC Gifu             | 10   |
| 8.                | Naoki Sanda       | AC Nagano Parceiro  | 10   |
| 8.                | Yōsuke Kamigata   | Vanraure Hachinohe  | 10   |
| Stand: Saisonende |                   |                     |      |